# IS-6
IS-6은 소비에트 연방의 중전차이다. 또한 IS-6은 조제프 코틴의 주도로 IS-2 전차의 후속전차로 개발되었다. 그러나 IS-6은 시제 차량까지 제작되어 시험 운행까지 거쳤으나, 전차의 과열 위험과 중전차 IS-2와 호환성이 떨어진다는 이유로 IS-6의 개발이 중단되었다.

## 개발
IS-6은 예비 설계가 1943년 12월부터 시작하여 1944년까지 키로프 공장에서 이루어졌는데, IS-6은 전기 구동 모터를 채택해 소비에트 연방 최초의 하이브리드형 전차 중 하나였다. 전기 구동은 내부에 전력 손실이 없어 구동도 무난하게 되었고, 선회도 잘 되었다. 그러나, 고열로 인하여 전기 구동식 엔진이 과열되었던 것이다. 게다가 당시에 부족했던 구리까지 많이 소모하게 되자, 생산 라인에 차질을 빚고 말았다. 결국 IS-6은 낮은 신뢰성으로 인해 채택되지 못했다.

## 같이 보기
- IS-2
- 소련의 전차 목록
- 이오시프 스탈린 전차